# Agiasos
Agiasos (griechisch Αγίασος) ist eine Ortschaft sowie ein Gemeindebezirk (Δημοτική Ενότητα Αγιάσου Enótita Agiásou) auf der Insel Lesbos. Agiasos gehört zur Gemeinde Mytilini (Δήμος Μυτιλήνης, Dimos Mytilinis). Der im Inselinneren zwischen dem Golf von Gera und dem Golf von Kalloni gelegene Gemeindebezirk hat eine Größe von 79,769 km² und 2001 Einwohner (2021). Er besteht aus der Ortschaft Agiasos mit den drei Orten Karini, Megali Limni und Sanatorio.
Bekannt ist Agiasos über die Grenzen von Lesbos hinaus als wichtiger Ort der Marienwallfahrt. Zu seiner der Muttergottes gewidmeten Kirche Panagia tou Agiassou (Ο Ιερός Ναός της Παναγίας Αγιάσου (Κοιμήσεως Θεοτόκου)) pilgern jedes Jahr am Abend des 14. August tausende Gläubige von Mytilini aus zu Fuß, um ab Mitternacht Mariä Himmelfahrt dort zu erleben.

## Lage und Stadtbild
Agiasos ist eine kleine Ortschaft, die 24,8 km westlich von der Inselhauptstadt Mytilini in einem bergigen Gebiet auf einer Höhe von ungefähr 460 Metern über dem Meer liegt, unweit des höchsten Berges der Insel, des Olympos. Im Norden grenzt der Gemeindebezirk Agiasos an den Gemeindebezirk Evergetoulas, im Süden an den Gemeindebezirk Plomari und im Südosten an den Gemeindebezirk Gera. Als einziger Gemeindebezirk von Lesbos hat Agiasos keinen Zugang zum Meer.
Die Landschaft um die Ortschaft Agiasos ist bewaldet und von Kastanien und Platanen geprägt; Agiasos selbst hat zahlreiche kopfsteingepflasterte Sträßchen mit alten Häusern, deren Mittelpunkt die Kirche Panagia tou Agiasou bildet. Sie ist von einer Mauer umgeben, die auch andere kirchliche Gebäude mit kleinen Kammern für Pilger umschließt. Um die Kirche herum gruppieren sich traditionelle Geschäfte und Cafés. Am unteren Teil der Ortschaft befindet sich ein Platz mit dem nach traditioneller Bauweise errichteten Rathaus und dem Museum.

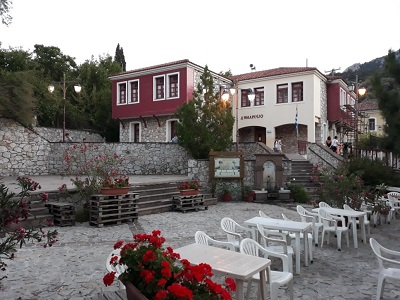
Rathaus von Agiasos 2020
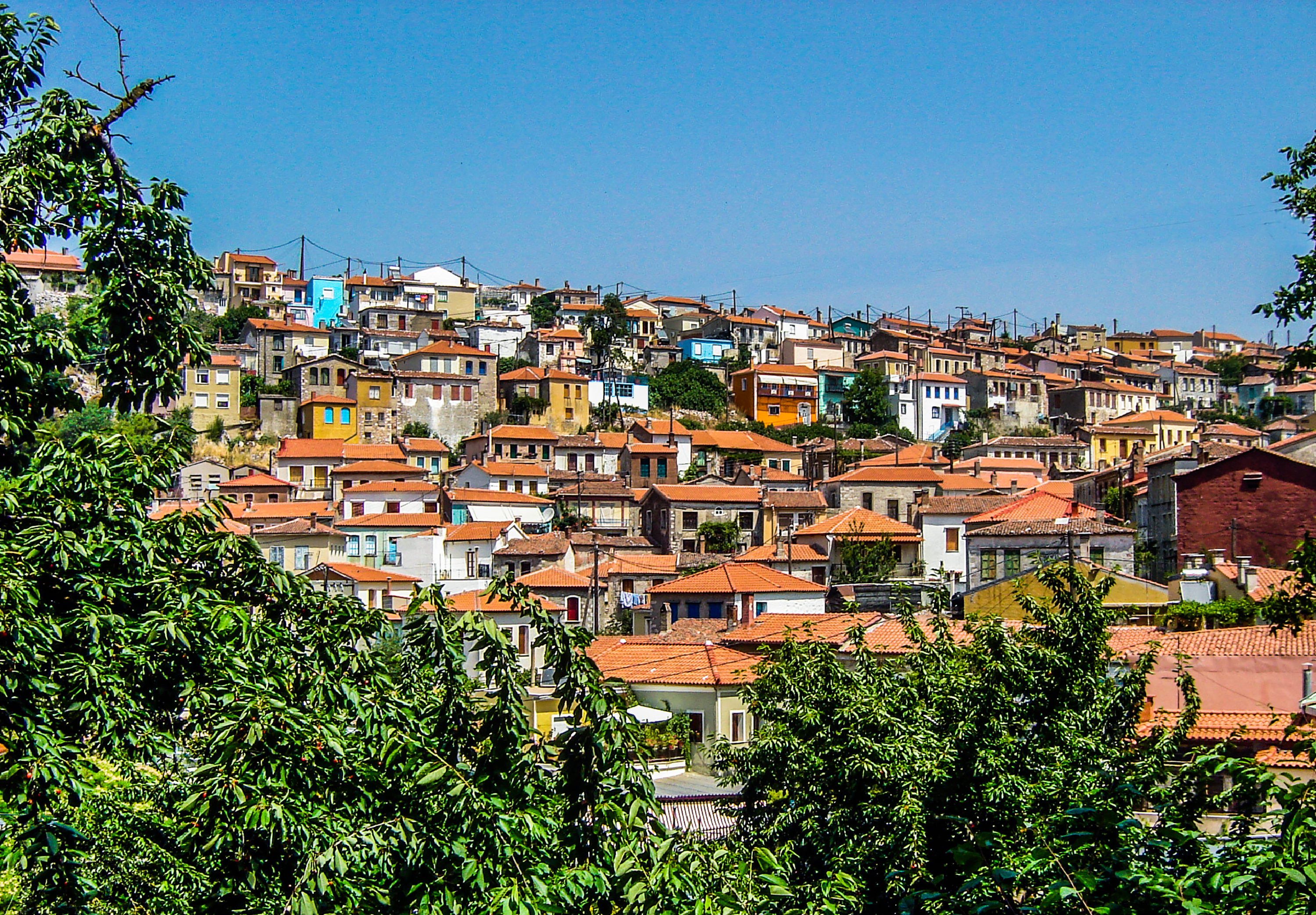
Agiasos
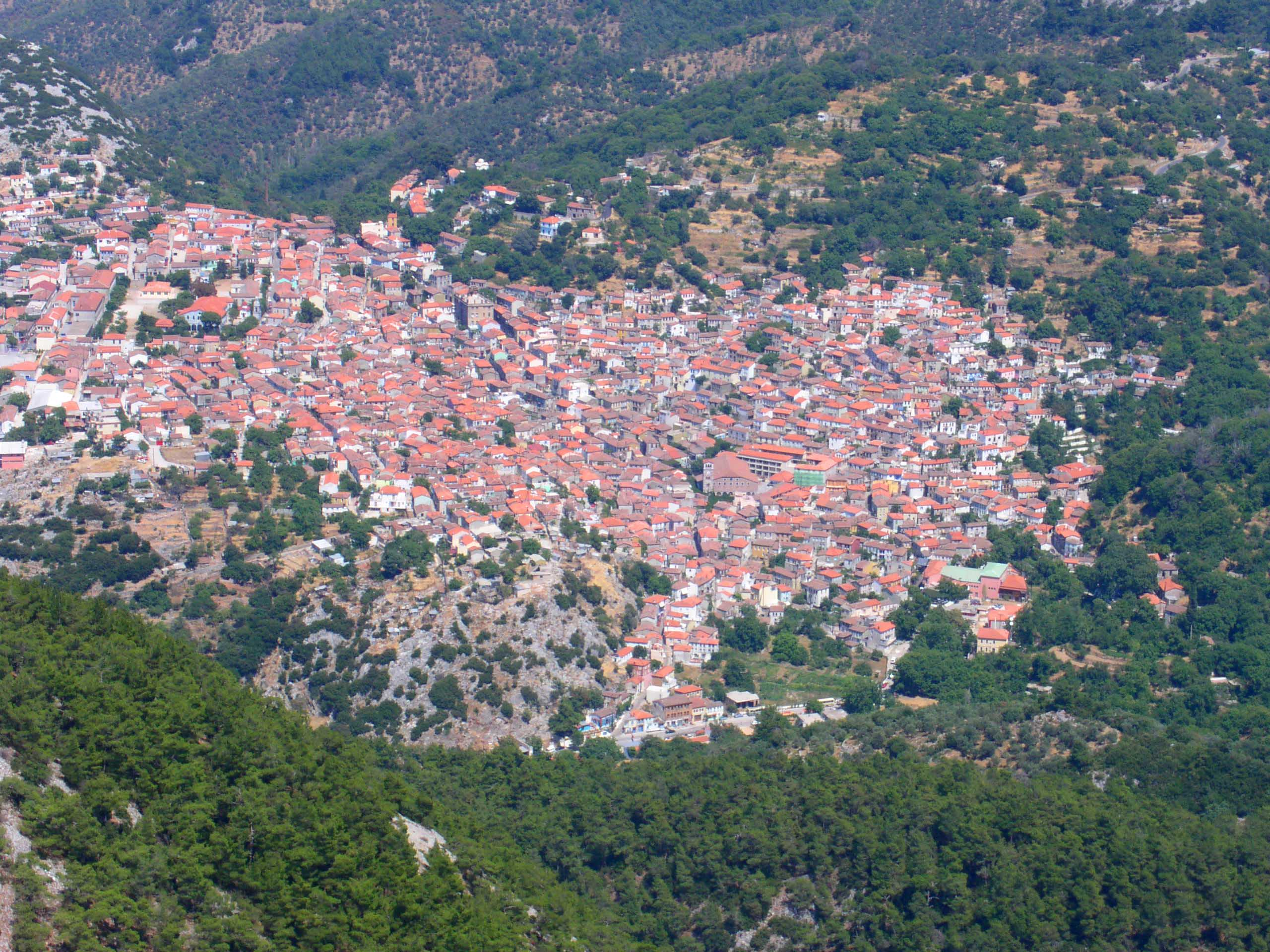
Agiasos von oben
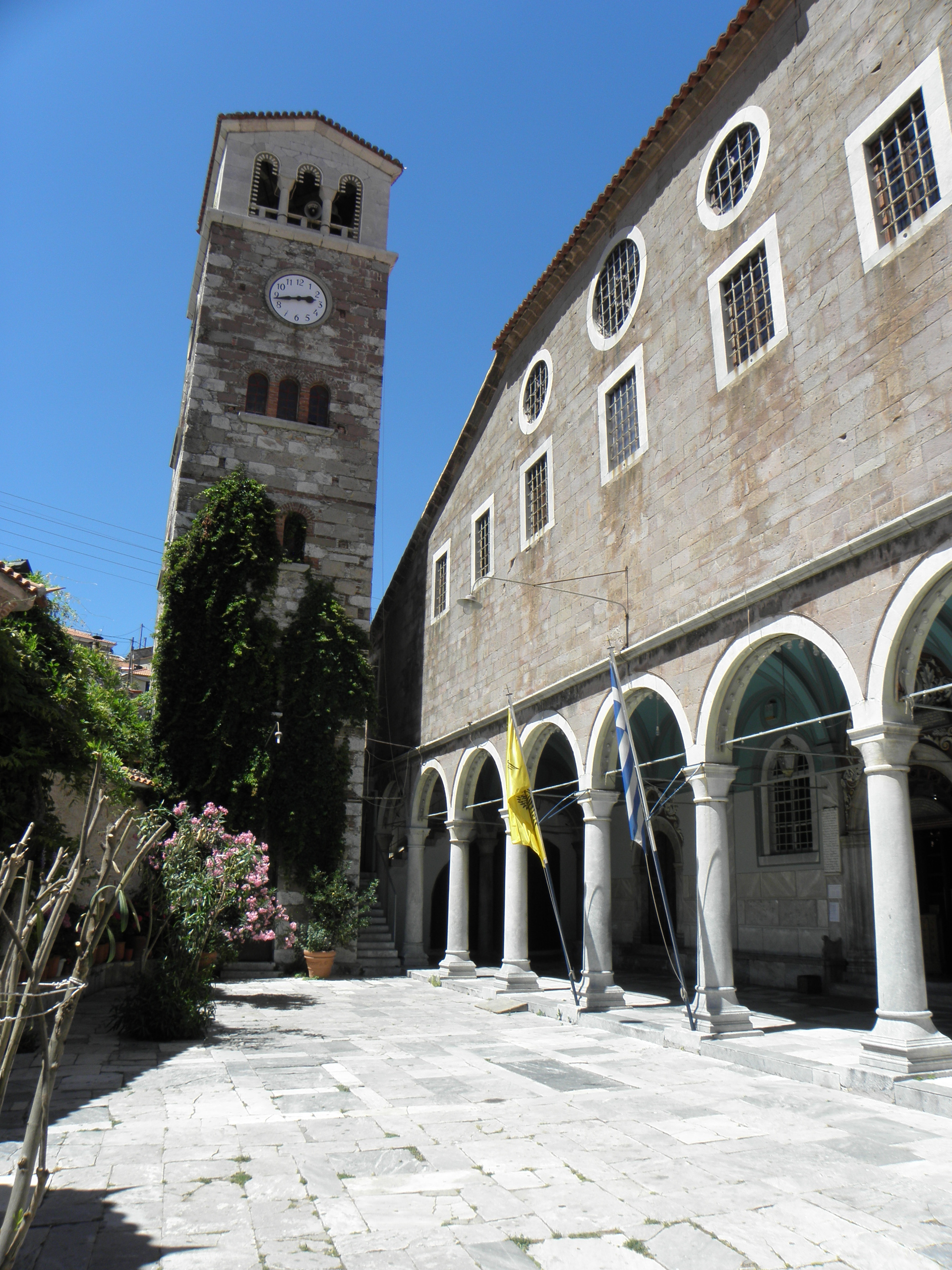
Kirche Panagia tou Agiasou
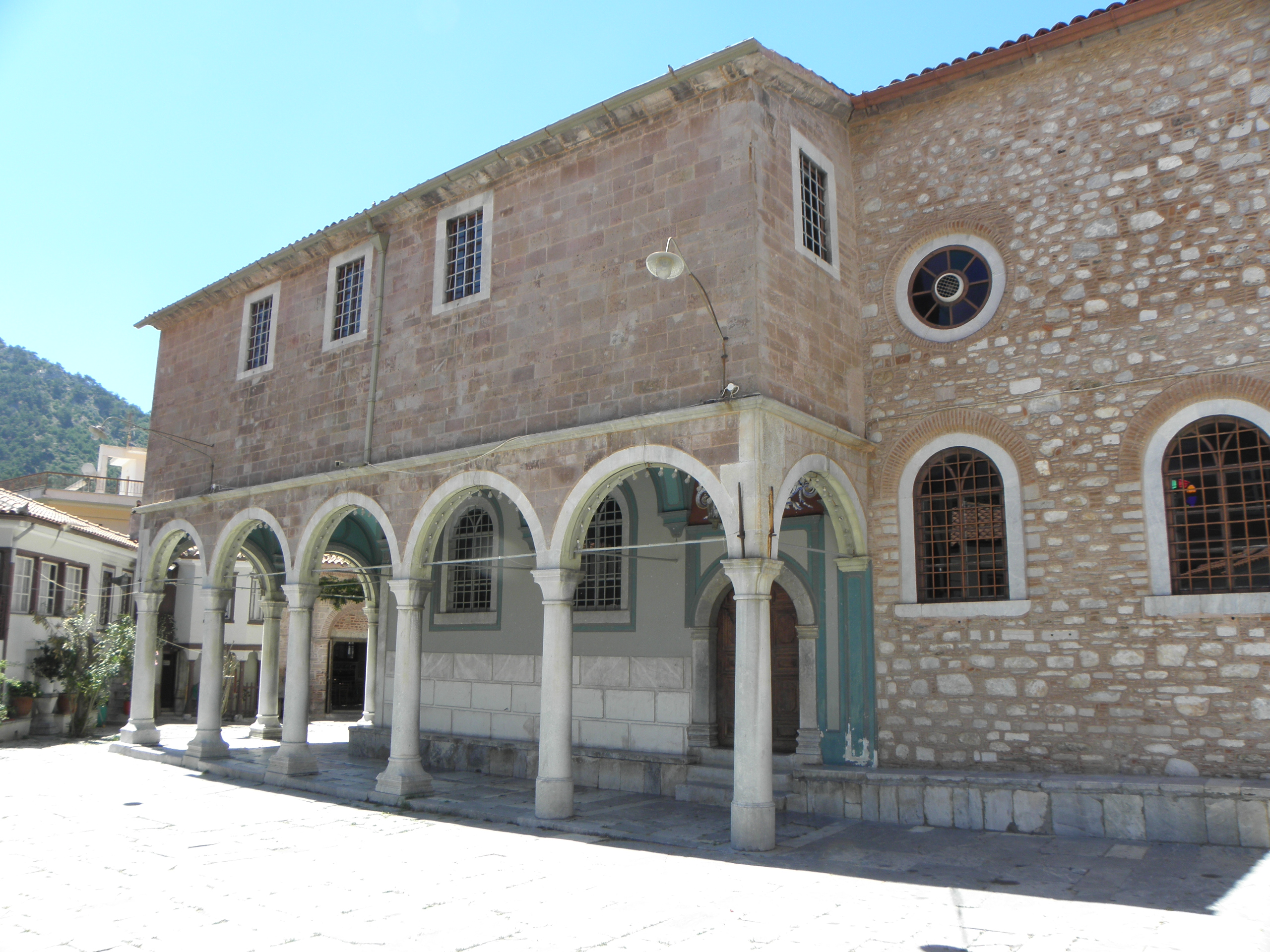
Kirche Panagia tou Agiasou

## Geschichte
Der Überlieferung zufolge entstand Agiasos dort, wo der Einsiedler Agathon der Epheser (ιερομόναχος Αγάθων ο Εφέσιος) seine Einsiedelei errichtete. Er soll 803 n. Chr. von Jerusalem nach Lesbos gekommen sein und die Ikone der Maria sowie andere Relikte aus dem Heiligen Land mit sich geführt haben. Um ihn sammelten sich Mönche, die ein kleines Kloster errichteten. Die Kirche der Panagia tou Agiasou wurde von den Mönchen 1170 auf dem Grab Agathons erbaut und musste 1803 wegen Baufälligkeit abgerissen werden. 1806 entstand am selben Ort eine neue, größere Kirche. Das Kloster wurde 1783 aufgelöst und seitdem steht die Kirche im Dienst der Gemeinde von Agiasos.
Um 1700 bestand Agiasos aus ungefähr 40 kleinen Häusern, rund um das Kloster und die Kirche. Der Ort erfuhr ein schnelles Wachstum, nachdem der türkischstämmige Gebietsverwalter wie durch ein Wunder von einer schweren Krankheit geheilt wurde und dies der Panagia, der Mutter Gottes, zuschrieb. Aus Dankbarkeit erwirkte er vom Sultan, dass die Einwohner von Agiasos von allen Steuern befreit wurden. Zahlreiche geschickte Handwerker zogen daraufhin in die Ortschaft, die schon 1729 auf über 500 Haushalte angewachsen und ein Zentrum des Handwerks geworden war. Am 8. November 1912 erlangte Lesbos und damit auch Agiasos die Unabhängigkeit vom Osmanischen Reich.
Der Ortsname Agiasos soll von der Ikone Marias abgeleitet sein, auf der Mitir Theu Agia Sion (ΜΗΤΗΡ ΘΕΟΥ ΑΓΙΑ ΣΙΩΝ, Muttergottes Heilige Zions) eingraviert ist. Früher sollen die zur Ikone pilgernden Gläubigen gesagt haben, sie gingen zur Agia Sion und daraus entstand der Name Agiasos.

## Verwaltungsgliederung und Bevölkerungsentwicklung
Seit der Gründung als selbständige Landgemeinde Agiassos (Κοινότητα Αγιάσσου) 1918 blieb der Gebietszuschnitt unverändert. Mit der Umbenennung in Agiasos 1940 war die Anerkennung von Sanatorio als Siedlung verbunden. Die Erhebung zur Stadtgemeinde Agiasos (Δήμος Αγιάσου Dímos Agiásou) folgte 1949. Als Siedlungsplätze wurden Karini 1981 und Megali Limni 2001 anerkannt. Seit der Verwaltungsreform 2010 bildet Agiasos einen Gemeindebezirk (Δημοτική Ενότητα Αγιάσου Dimotikí Enótita Agiásou), zunächst in der Gemeinde Lesvos, seit der Korrektur der Verwaltungsreform 2019 in der Gemeinde Mytilini.
| Name                   | griechischer Name      | Code       | 1920 | 1928 | 1940 | 1951 | 1961 | 1971 | 1981 | 1991 | 2001 | 2011 | 2021 |
| ---------------------- | ---------------------- | ---------- | ---- | ---- | ---- | ---- | ---- | ---- | ---- | ---- | ---- | ---- | ---- |
| Agiasos                | Αγιάσος (f. sg.)       | 5301030101 | 4893 | 5679 | 5976 | 5544 | 4933 | 3827 | 3294 | 2890 | 2498 | 2320 |      |
| Karini                 | Καρήνη (f. sg.)        | 5301030102 | –    | –    | –    | –    | –    | –    | 0014 | 0013 | 0018 | 0006 |      |
| Megali Limni           | Μεγάλη Λίμνη (f. sg.)  | 5301030103 | –    | –    | –    | –    | –    | –    | –    | –    | 0003 | 0001 |      |
| Sanatorio              | Σανατόριο (n. sg.)     | 5301030104 | –    | –    | 0090 | 0156 | 0079 | 0058 | 0119 | 0085 | 0068 | 0046 |      |
| Gemeindebezirk Agiasos | Gemeindebezirk Agiasos | 530103     | 4893 | 5679 | 6066 | 5700 | 5012 | 3885 | 3427 | 2988 | 2587 | 2373 | 2001 |

## Wirtschaft
Seit vielen Jahrhunderten ist Agiasos Sitz traditioneller Handwerksbetriebe. Es gibt dort Keramikwerkstätten, die in kleinen Geschäften nahe der Kirche ihre Produkte anbieten. Die ältesten dort hergestellten Gefäße waren Krüge und Gefäße zum Transport des in der Kirche gesegneten Wassers.
Außerdem sind dort Holzschnitzer ansässig, die vorwiegend traditionelle griechische Holzmöbel verzieren.
Neben den Keramikern und Holzschnitzern beherbergt Agiasos auch Tuchwebereien.
Wichtige weitere Wirtschaftszweige des Gemeindebezirks sind die Tierzucht, der Verkauf von Kirschen, Kastanien, Äpfeln und Olivenöl sowie von Backwaren.

## Sehenswürdigkeiten
- Agiasos

Neben der Kirche Panagia tou Agiasou (Ο Ιερός Ναός της Παναγίας Αγιάσου (Κοιμήσεως Θεοτόκου)) und der im Kircheninneren aufgestellten bekannten, alten Ikone der Maria gibt es in Agiasos ein kleines Volkskundemuseum (Musio tou anagnostirou agiasou) mit Exponaten aus der Gegend, unter anderem sind alte Werkzeuge zur Holzschnitzerei, Eisenwerkzeuge und traditionelle Trachten ausgestellt.
- Karini

Bei der Quelle von Karini soll der naive Volksmaler Theofilos eine Zeitlang in einer hohlen Platane gelebt haben. Er malte dort und bezahlte sein Essen in der daneben liegenden Taverne mit seinen Bildern. An einem der Gebäude lässt sich noch ganz leicht eines seiner Bilder erkennen.